# Pierre Houseaux
Pour les articles homonymes, voir Houseaux (homonymie).
Pierre Houseaux, né le 25 janvier 1960, est un ancien triathlète français, double champion de France en sprint et champion de France sur longue distance. Jusqu'en 2014 il est entraîneur national de l'équipe de France de triathlon.

## Biographie

### Carrière en triathlon
En 1993, il remporte le Championnats de France de triathlon longue distance au Val-de-Reuil, alors que toute l'élite du triathlon français est présente car la course moyenne distance est annulée faute d'organisateur, en 6 h 0 min 13 s. Il est également classé 21e aux Championnats d'Europe courte distance à Echternach.
En 1994, il finit 6ème aux Championnats du monde longue distance à Nice, après une course qui s'est déroulée dans une tempête d'une rare violence : bouée de la partie natation arrachée dans la nuit, marques au sol du parcours pédestre lessivées par l'orage... Pierre Houseaux termine « euphorique » la partie course à pied, après avoir frôlé plusieurs fois l'accident à vélo.
Au championnat de France moyenne distance 1994, disputé à Vouglans, il sort de la natation en tête et mène jusqu'au soixantième kilomètre de la partie vélo. Il abandonne à la suite d'une hypoglycémie, soulignant qu'il s'est « mal ravitaillé. En fait, [il pensait] trouver des aliments solides alors qu’il n’y avait que de l’eau ». La malchance le poursuit lors de l'épreuve nationale sur longue distance, organisée au Val-de-Reuil : toujours en première position à la sortie de l'eau, il compte 8 min 20 s d'avance sur son vélo lorsqu'il crève par deux fois, anéantissant ses chances de doublé.
Il remporte le 17 septembre 1995 la Coupe de France des clubs de Triathlon avec le club du TGV Saint-Quentin, avec ses coéquipiers Éric Lacaze, Rob Barel, Simon Lessing, Alain Vigné, Emmanuel Dubreuil et Alexandre Guérin. Ils devancent l'équipe de Poissy Triathlon de 20 secondes. Le 1er octobre suivant, lors du championnat du monde longue distance à Nice, il termine première nation avec ses équipiers français .

### Responsabilités à la FFTri
Accédant avec réussite au tout récent professorat de sport option triathlon, Pierre Houseaux peut être nommé cadre technique de la FFTri dès le 1er septembre 1995. Le ministère des Sports le nomme à la tête du centre de Boulouris.
Pierre Houseaux entre dans l'organigramme de la FFTri en tant qu'entraineur national chargé de l'équipe de France de triathlon en 2004 et reste responsable du pôle France de Boulouris au CREPS PACA. Il s'occupe à la fois des espoirs et du groupe élite hommes,.
Pour les JO de Londres en 2012, Pierre Houseaux place son élève David Hauss parmi les favoris pour l'or. Aurélien Raphaël est remplaçant à Londres  
dans l'optique des JO suivants à Rio.

### Vie privée
Pierre Houseaux est professeur d'EPS, responsable de section sportive de ski, de 1983 à 1995, avant de poursuivre en tant que professeur de sport dépendant de la FFTri de 1995 à 2015.

## Palmarès
Le tableau suivant présente les résultats les plus significatifs (podium) obtenus sur le circuit national de triathlon depuis 1990.
| Année | Compétition                                      | Position          | Temps          |
| ----- | ------------------------------------------------ | ----------------- | -------------- |
| 1995  | Coupe de France des clubs de Triathlon           |                   | 1 h 0 min 23 s |
| 1995  | Championnat du monde longue distance par équipes |                   |                |
| 1993  | Championnat de France longue distance            |                   | 6 h 0 min 13 s |
| 1993  | Championnat du monde longue distance par équipes |                   |                |
| 1992  | Championnat de France sprint                     | Médaille d'argent |                |
| 1991  | Championnat de France sprint                     | Médaille d'argent | 1 h 6 min 45 s |
| 1990  | Triathlon Corniche d'Or                          |                   | Timing         |